# Polynesia truncapex
Polynesia truncapex är en fjärilsart som beskrevs av Swinhoe 1892. Polynesia truncapex ingår i släktet Polynesia och familjen mätare. Inga underarter finns listade i Catalogue of Life.